# Cemrenaz Turhan
Cemrenaz Turhan (sinh năm 1998) là một người mẫu Thổ Nhĩ Kỳ. Cô đã đăng quang cuộc thi Hoa hậu Hoàn vũ Thổ Nhĩ Kỳ 2021. Cô sẽ đại diện cho Thổ Nhĩ Kỳ tại cuộc thi Hoa hậu Hoàn vũ 2021.

## Các cuộc thi sắc đẹp

### Hoa hậu Hoàn vũ Thổ Nhĩ Kỳ 2021
Turhan tham gia cuộc thi Hoa hậu Hoàn vũ Thổ Nhĩ Kỳ 2021 được tổ chức tại Istanbul. Cô lần lượt lọt vào Top 60, Top 20 và Top 5 của cuộc thi. Màn ứng xử của cô đã đưa cô trở thành người chiến thắng.

### Hoa hậu Hoàn vũ 2021
Với tư cách là Hoa hậu Hoàn vũ Thổ Nhĩ Kỳ 2021, cô sẽ là đại diện cho Thổ Nhĩ Kỳ tại Hoa hậu Hoàn vũ 2021 ở Eilat, Israel.